# سنگ قتل
سنگ قتل (ایتالیایی: Murderock uccide a passo di danza یک فیلم جالو ایتالیایی محصول ۱۹۸۴ با بازی الگا کارلاتوس و ری لاولاک به کارگردانی لوچو فولچی است. 

## خلاصه فیلم
در مرکز هنرهای زندگی در نیویورک، کندیس نورمن (اولگا کارلاتوس) بر آخرین برنامه رقص که توسط مارگی (گرتا ماری فیلدز) طراحی شده است نظارت می‌کند. کندیس به مارگی می‌گوید که رقص برای ملاقات سه نماینده استعدادیابی نیاز به تکمیل دارد. مدیر آکادمی دیک گیبسون (کلاودیو کاسینلی) با تهیه‌کنندگان تلویزیونی باب استاینر و جان موریس ملاقات می‌کند که ویدیویی از رقص را تماشا می‌کنند و کندیس متوجه می‌شود که مردان فقط سه رقصنده را برای یک برنامه تلویزیونی آینده انتخاب خواهند کرد. عصر همان روز پس از پایان کلاس رقص، یکی از رقصنده‌ها، سوزان، در رختکن توسط شخصی ناشناس به قتل می‌رسد که از کلروفرم استفاده می‌کند و سپس با یک سنجاق موی بلند به قلب او ضربه می‌زند. ستوان بورخس (Cosimo Cinieri) NYPD برای بررسی به صحنه می‌آید. همچنین با ستوان بورخس، پروفسور و پروفسور روان درمانی، دکتر دیویس (جوزپه ماناجولو) است. از آنجایی که کندیس جایی پیدا نمی‌شود، سوء ظن نه تنها به او، بلکه روی دوست پسر قربانی، ویلی استارک (کریستین بورومئو) و همچنین دیک گیبسون متمرکز می‌شود.
کندیس به آپارتمان خود بازمی‌گردد، جایی که دیک را در انتظار می‌بیند. او می‌خواهد در مورد روابط بالقوه بین دانش آموزان صحبت کند و سعی می‌کند کندیس را متقاعد کند که هیچ اتفاقی بین او و سایر دانش آموزان وجود ندارد. وقتی او آنجاست، دی جی استودیو، باب، با کندیس تماس می‌گیرد و قتل در آکادمی را به او اطلاع می‌دهد.
روز بعد، دانشگاه به روال عادی خود ادامه می‌دهد و باعث ناراحتی دیک می‌شود، زیرا به نظر می‌رسد کسی به مرگ سوزان اهمیت نمی‌دهد. در کافی شاپ نزدیک، ستوان بورخس با دیک در مورد رقابت احتمالی بین رقصندگان صحبت می‌کند. آن شب در یک کلوپ شبانه محلی، یکی دیگر از دانش‌آموزان آکادمی به نام جنیس، به تنهایی برای حضار می‌رقصد و سپس به سمت خانه به آپارتمان خود می‌رود. او متوجه می‌شود که ویلی منتظر است و می‌خواهد صحبت کند. در اتاق خوابش، جنیس عکسی از ویلی و سوزان پیدا می‌کند، اما وقتی او را صدا می‌کند، او رفته است. جنیس قناری خود را می‌یابد که با نوک سنجاق سر کشته شده است. او وحشت زده به سمت در می‌دود و در آنجا توسط مهاجم نادیده ای که یک نوک سنجاق مو را به قلب او فرومی‌کند مورد حمله قرار می‌گیرد و کشته می‌شود.
کندیس شروع به دیدن کابوس می‌کند که توسط یک مرد جوان خوش تیپ (ری لاولاک) مورد حمله قرار می‌گیرد که سوزن بلند و زینتی مشابه سوزنی که در قتل استفاده شده است به دست می‌گیرد. کندیس وقتی یک بیلبورد تبلیغاتی را می‌بیند که او را برجسته می‌کند، وسواس بیشتری نسبت به مهاجم رؤیایی پیدا می‌کند. کندیس که نمی‌تواند این احساس را از بین ببرد که آنها به نوعی از پیش تعیین شده‌اند، مردی را که در پوستر قرار دارد به هتل فولتون می‌پیوندد و به کارمند میز رشوه می‌دهد تا کلید اتاق «آقای رابینسون» را بگیرد. او اتاق را کاوش می‌کند، اما وقتی مدل خوش تیپ به‌طور ناگهانی برمی گردد، شوکه می‌شود. مرد خود را جورج وب معرفی می‌کند که با دفع کندیس، یک خرابه مست و ژولیده است. با چیزی که به نظر می‌رسد ناامیدی آمیخته با وحشت است، کندیس از اتاق فرار می‌کند و کیف و کارت شناسایی خود را پشت سر می‌گذارد.
در همین حال، ستوان بورخس تماس تلفنی فردی را که ادعا می‌کند قاتل است با ایستگاه پلیس ضبط می‌کند. هنگامی که یک تحلیلگر صدا آن را بارت، یکی از رقصندگان شناسایی می‌کند، بورخس او را دستگیر می‌کند. بارت به تماس‌های تلفنی و همچنین کشتن سوزان به دلیل دیوانه بودن و جانیس به دلیل اسپانیایی بودنش اعتراف می‌کند. اما بورخس معتقد است که بارت قاتل نیست، بلکه یک دروغگوی بیمارگونه است.
جورج برای برگرداندن کیف کندیس به آکادمی می‌رود، جایی که رقصنده دیگری، گلوریا، او را از یک برنامه مدلینگ که سال‌ها قبل در آن حضور داشتند، می‌شناسد. دیک جورج و کندیس را روی یک مانیتور امنیتی می‌بیند و با بورخس تماس می‌گیرد و می‌گوید که جورج باید قاتل باشد. در طول ناهار در یک رستوران محلی چینی، رابطه بین کندیس و جورج زمانی نزدیک‌تر می‌شود که او در مورد اتفاقی که سال‌ها قبل از آن اتفاق افتاده بود، مردی سوار بر موتور سیکلت او را زیر پا گذاشت و به حرفه رقصش پایان داد. و او را مجبور به تدریس کرد. بازگشت به آپارتمان کندیس، او با فیل (لوسیو فولچی)، یک مأمور استعدادیابی محلی، یک تماس تلفنی دریافت می‌کند، که سابقه او را در مورد جورج بررسی می‌کند و به او اطلاع می‌دهد که یک بار با دختر جوانی رابطه داشته است که بعداً درگذشت. در استودیو، کندیس با استفاده از MO قاتل مورد حمله مارگی قرار می‌گیرد، اما دیک او را تحت سلطه خود درمی‌آورد، که مارگی را به پلیس تحویل می‌دهد.
چند روز بعد، جیل، رقصنده دیگر، برای مولی ویلچری که از او عکس می‌گیرد. وقتی جیل ضربه ای را به در ورودی پاسخ می‌دهد، قاتل به زور وارد آپارتمان می‌شود و با سنجاق سر او را می‌کوبد. مولی دیوانه وار فرار می‌کند، اما دید واضحی از صورت قاتل پیدا نمی‌کند. پلیس دیک را هنگامی که متوجه شد که در حال فرار است دستگیر می‌کند و ادعا می‌کند که او فقط پس از حمله به آنجا آمد تا جیل را مرده بیابد. شب بعد قاتل به همین شکل در رختکن به گلوریا حمله می‌کند و او را می‌کشد.
در اتاق هتل جورج، کندیس به خود اجازه ورود می‌دهد و یک سنجاق سر و بطری کلروفرم در کشوی خود پیدا می‌کند. کندیس با عجله به سمت ماشینش می‌رود و دور می‌شود. جورج از راه می‌رسد و با دیدن آنچه کندیس پیدا کرده، سعی می‌کند با او در آپارتمانش تماس بگیرد، اما او خانه نیست. در ایستگاه پلیس، کندیس از کشف خود و اینکه جورج قاتل است به بورخس می‌گوید و نام هتلی را که در آن اقامت دارد، می‌گذارد. کندیس سپس به آکادمی که برای شب تعطیل شده است می‌رود و گلوریا را در رختکن مرده می‌بیند. او با بورخس تماس می‌گیرد و به او می‌گوید که او را در آکادمی ملاقات کند.
کندیس به سمت اتاق مدیر می‌دود و جورج را در آنجا پیدا می‌کند. او موسیقی و ویدئویی را روشن می‌کند که تمام رقصندگان کشته شده را نشان می‌دهد. جورج با اسلحه قتل با سنجاق سر وارد می‌شود و از کندیس می‌پرسد که چرا این شواهد را در اتاق هتل او کاشته است، بنابراین او را با قتل‌ها مرتبط می‌کند. کندیس سپس فاش می‌کند که از همان ابتدا می‌دانست که او، جورج، راکب موتورسیکلت بود که او را زیر پا گذاشت و کار، آینده و زندگی‌اش را خراب کرد. او به او می‌گوید که رقصنده‌های جوان را به خاطر حسادت به استعداد، زیبایی و پیشرفت شغلی‌شان کشت، در حالی که قصد داشت او را برای قتل‌ها به عنوان آخرین اقدام انتقام‌جویی‌اش از او متهم کند. او دست سنجاق جورج را می‌گیرد و عمداً خود را روی آن میخکوب می‌کند. درست زمانی که او روی زمین می‌افتد و نفس‌های آخرش را می‌کشد، ستوان بورخس و دکتر دیویس به صحنه می‌رسند، اما قبل از اینکه جورج بتواند توضیح دهد، نشان می‌دهند که از قبل می‌دانند او قاتل نیست. وقتی عکسی را دیدند که مولی از کت قاتل گرفته است، متوجه شدند که دکمه‌های کت در سمت چپ قرار دارد که نشان می‌دهد این کت متعلق به یک زن است و آن را پوشیده است. علاوه بر این، کندیس جزئیاتی در مورد سنجاق سر شیری که در قتل‌ها استفاده شده بود را به آنها گفت، اطلاعاتی که از آنجایی که هرگز علنی نشده بود، فقط قاتل می‌توانست بداند. جورج با ستوان بورخس را ترک می‌کند تا پلیس صحنه را بسته و بررسی کند.

## هنرپیشگان
- الگا کارلاتوس در نقش کندیس نورمن
- ری لاولاک نقش جورج وب
- کلاودیو کاسینلی در نقش دیک گیبسون
- کوزیمو سینیری در نقش ستوان بورخس
- جوزپه مانایولو در نقش پروفسور دیویس
- برنا ماریا دو کارمو در نقش جوآن
- بلیندا بوساتو در نقش گلوریا وستون
- ماریا ویتوریا تولاتسی در نقش جیل
- گرتا ماری فیلدز در نقش مارگی
- کریستیان بورومئو در نقش ویلی استارک
- کارلا بوتسانکا در نقش جانیس
- سیلویا کولاتینا در نقش مولی
- لوچو فولچی در نقش فیل
- آل کلیور در نقش تحلیلگر پزشکی قانونی
- میکی ناکس

سنگ قتل در ۲۰ آوریل ۱۹۸۴ توزیع شد.  توسط شرکت توزیع اروپایی سی‌دی‌ئی در ایتالیا توزیع شد. این فیلم در سال ۲۰۰۶ توسط میدیا بلسترز بر روی دی‌وی‌دی و در سال ۲۰۱۹ توسط شرکت اسکورپیون در بلو ری منتشر شد. 
از نظرات قدیمی، ایان جین از دی‌وی‌دی‌تاک اظهار داشت که این فیلم «در درجه اول یک فیلم ترسناک است، یا حداقل باید چنین باشد، این بیانیه غم‌انگیزی است که رقص‌ها نقطه برجسته فیلم هستند. آنها را به خوبی ساله نیست و بنابراین تعداد زیادی از بینندگان لذت بردن احتمال خارج خواهد از این صحنه است از کمدی ناخواسته که آنها ارائه «این نتیجه رسید که» لوچو فولچی ساخته شده بسیاری از فیلم‌های بزرگ در حرفه خود - متأسفانه، سنگ قتل است یکی از آنها نیست.» 